# Hush Little Baby (bài hát của Wretch 32)
"Hush Little Baby" là bài hát của rapper người Anh Wretch 32, xuất hiện trong album phòng thu đầu tay của anh, Black and White. Bài hát là track thứ 13 trong album và là một trong số 11 bài hát hợp tác với nghệ sĩ khác. Bài hát là đĩa đơn thứ năm và cuối cùng của album, được phát hành vào ngày 27 tháng 5 năm 2012. Bài hát có sự góp mặt của ca sĩ-nhạc sĩ người Anh Ed Sheeran và được sản xuất bởi nhóm sản xuất âm nhạc TMS và đồng sáng tác cùng Iain James. Bài hát xuất phát ở vị trí thứ 87 trên UK Singles Chart và thứ 12 trên bảng xếp hạng UK Indie Chart vào ngày 3 tháng 9 năm 2011 nhờ lượng tải mạnh từ album mẹ. Bài hát chuyển thể từ bài hát ru Mỹ mang tên Hush, Little Baby.

## Danh sách bài hát
| Tải kĩ thuật số / Đĩa đơn CD | Tải kĩ thuật số / Đĩa đơn CD               | Tải kĩ thuật số / Đĩa đơn CD |
| STT                          | Nhan đề                                    | Thời lượng                   |
| ---------------------------- | ------------------------------------------ | ---------------------------- |
| 1.                           | "Hush Little Baby" (Radio Edit)            | 3:56                         |
| 2.                           | "Hush Little Baby" (Fred V & Grafix Remix) | 5:52                         |
| 3.                           | "Hush Little Baby" (Rudimental Remix)      | 5:10                         |
| 4.                           | "Hush Little Baby" (Knox Brown Remix)      | 3:54                         |
| 5.                           | "Hush Little Baby" (Wideboys Remix)        | 6:49                         |
| 6.                           | "Hush Little Baby" (Simon Hunt Remix)      | 4:52                         |
| 7.                           | "Hush Little Baby" (Instrumental Edit)     | 3:56                         |

## Những người tham gia
- Sáng tác - Jermaine Scott, Ed Sheeran, Iain James, Tom Barnes, Pete Kelleher, Ben Kohn
- Sản xuất - TMS
- Trống, chạy chương trình - Tom Barnes
- Guitar - Ben Kohn
- Keyboard, bass - Pete Kelleher
- Hòa âm - James F. Reynolds
- Trợ lý hòa âm - Joachim Walker
- Giọng thêm - Ed Sheeran

Nguồn:

## Xếp hạng

### Chart performance
Sau khi Black and White ra mắt, "Hush Little Baby" ra mắt ở vị trí thứ 87 trên UK Singles Chart. Bài hát cũng ra mắt ở vị trí thứ 12 trên UK Indie Chart. Sau khi được chọn làm đĩa đơn thứ năm trong Black and White, "Hush Little Baby" trở lại bảng xếp hạng này ở vị trí thứ 95 trong ngày 19 tháng 5 năm 2012.
| Bang xếp hạng (2011) | Vị trí cao nhất |
| -------------------- | --------------- |
| Anh Quốc Indie (OCC) | 1               |
| Anh Quốc R&B (OCC)   | 12              |
| Anh Quốc (OCC)       | 35              |

## Lịch sử phát hành
| Quốc gia | Ngày phát hành      | Định dạng                  | Hãng đĩa          |
| -------- | ------------------- | -------------------------- | ----------------- |
| Anh Quốc | 27 tháng 5 năm 2012 | Tải kĩ thuật số Đĩa đơn CD | Ministry of Sound |